# 대전현암초등학교
대전현암초등학교는 대한민국 대전광역시 동구 삼성동에 있는 공립 초등학교이다.

## 학교 연혁
- 1968년 9월 1일 대전현암국민학교 개교(12학급)
- 2002년 1월 14일 현대화 시범 시설공사 준공
- 2019년 3월 1일 대전광역시교육청지정 디지털교과서 연구학교 지정(2년)
- 2020년 1월 7일 제50회 졸업(52명, 총 11381명)
- 2020년 3월 1일 15학급 편성(특수2). 유치원 1학급
- 2021. 02. 17 제51회 졸업(37명, 총 11418명)
- 2021. 03. 01 15학급 편성(특수2). 유치원 1학급
- 2022. 02. 15 제52회 졸업(36명, 총 11,454명)
- 2022. 03. 01 14학급 편성(특수2), 유치원 1학급
- 2023. 02. 14 제53회 졸업(46명, 총 11,500명)
- 2023. 03. 01 12학급 편성(특수2), 유치원 1학급
- 2023. 10. 20 본동 환경개선공사 완료
- 2024. 02. 08 제54회 졸업(32명, 총 11,532명)
- 2024. 03. 01 12학급 편성(특수2), 유치원 1학급

## 학교 상징
- 교화 - 장미 : 장미과의 낙엽관목, 관상용 식물로 종류가 많다. 키가 낮은 품종과 덩굴로 뻗는 품종으로 크게 나뉘며. 꽃이 피는 시기에 따라 한철 피는 것, 두 철 피는 것, 네 철 피는 것 등으로도 나뉜다. 모습이 아름다운 뿐만 아니라 그 어느 꽃과도 비교될 수 없을 만큼 그윽한 향내를 지니고 있어 꽃 중의 여왕이라고도 한다.
- 교목 - 향나무 : 향나무는 측백나무과의 상록교목입니다. 언제나 푸르고 은은한 향기를 풍깁니다. 늘 푸르름과 생동감 넘치는 의연한 자태는 발랄하고 희망찬 모습으로 현암의 무궁한 발전과 씩씩한 기상을 나타내며 굳세고 성실한 기품으로 고난과 역경을 이겨냄을 상징합니다.

## 참고 자료
- 대전현암초등학교 - 한국교육학술정보원 학교알리미